# María Teresa Fernández de la Vega
María Teresa Fernández de la Vega Sanz (Valência, 15 de Junho de 1949) é uma política espanhola, pertence ao PSOE e foi, de 18 de Abril de 2004 até 21 de outubro de 2010, a primeira mulher na vice-presidência do Governo da Espanha, além de Ministra da Presidência da Espanha.

## Biografia
María Teresa Fernández de la Vega nasceu na cidade de Valência a 15 de Junho de 1949, é filha de Wenceslao Fernández de la Vega Lombán, alto funcionário público do Ministério de Trabalho durante o franquismo, que segundo a Vice-presidente foi retaliado pelo regime, mais reabilitado durante os anos 60. Licenciou-se em Direito pela Universidade Complutense de Madrid a princípios dos anos 70, e viajou para Barcelona, onde fez o doutoramento. Em 1974 ingressou no Corpo de Secretários Jurídicos Laborais.

### Atividade política
Iniciou o seu ativismo político no PSUC, sendo afiliada desta formação até 1979. Desde a chegada do PSOE ao poder em 1982 desempenharia diferentes funções administrativas. A partir de 1982 exerceu como Diretora do Gabinete do Ministério de Justiça até 1985, que é nomeada Diretora Geral de Serviços do Ministério de Justiça. Em 1986 fez parte do Comitê de Cooperação Jurídica do Conselho da Europa. Em 1990, acedeu à magistratura -e foi nomeada Vocal do Conselho Geral do Poder Judicial de Espanha por escolha do Senado (1994-1996). A 13 de Maio de 1994, o ministro Juan Alberto Belloch designou-a Secretária de Estado de Justiça, participando na instrução dos sumários do GAL, as escutas ilegais do CESID e na pesquisa do caso Roldán.
Deputada em Cortes por Jaén na candidatura do PSOE na legislatura 1996-2000, foi reelegida nas eleições desse último ano pela circunscrição de Segóvia. Durante a legislatura obtém o cargo de Secretária Geral do Grupo Parlamentar Socialista. Foi eleita Deputada ao Congresso por Madrid nas Eleições Gerais de 14 de Março de 2004, e a 18 de Abril desse mesmo ano nomeada Primeira Vice-presidente e Ministra da Presidência.
María Teresa Fernández de la Vega foi a primeira mulher em assumir as funções de presidente do governo na história da democracia espanhola. Foi a 24 de Abril de 2004, durante as oito horas que durou a primeira viagem do presidente Rodríguez Zapatero para o estrangeiro.
Em março de 2006 a Vice-presidente realizou uma gira africana junto à secretária de Estado de Cooperação, Leire Pajín, parando em Quênia e Moçambique, em cuja capital, Maputo, celebraram o Dia Internacional da Mulher e fecharam o foro Espanha-África. Mulheres por um mundo melhor.
A 7 de outubro de 2006 foi-lhe entregue o Prêmio Tomás y Valiente em Fuenlabrada.
Fernández de la Vega está intitulada em Direito Comunitário pela Universidade de Estrasburgo e adscrita à associação espanhola Juízes para a Democracia.

## Obras
- La reforma de la jurisdicción laboral
- Derechos humanos y Consejo de Europa.